# 壬生忠見

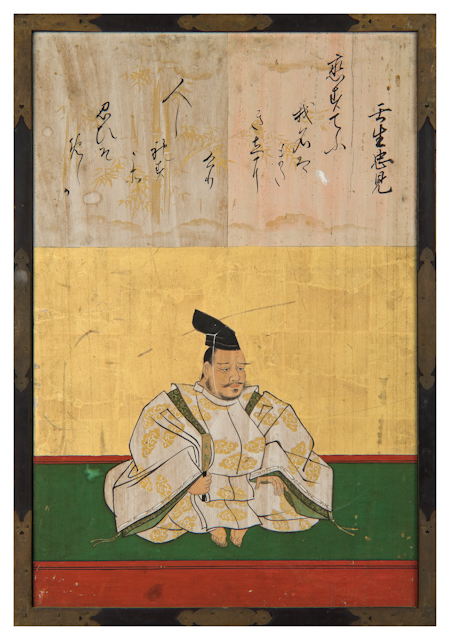
壬生忠見（狩野安信『三十六歌仙額』）

壬生 忠見（みぶ の ただみ、生没年不詳）は、平安時代中期の歌人。右衛門府生・壬生忠岑の子。父・忠岑とともに三十六歌仙の一人に数えられる。

## 経歴
『三十六人歌仙伝』に天暦8年（954年）5月に御厨子所定外膳部、天徳2年（958年）に摂津大目に叙任されたとあるが、その他の経歴はほとんど不明であり、生没年も未詳。幼名は名多。
歌人としては天暦7年（953年）10月の内裏菊合、天暦10年（956年）の麗景殿女御荘子女王歌合、斎宮女御徽子女王歌合、天徳4年（960年）の内裏歌合に出詠。勅撰歌人として『後撰和歌集』（1首）以下の勅撰和歌集に36首入集。家集に『忠見集』がある。

## 逸話

### 致死説話
鎌倉時代の説話集『沙石集』には、和歌への執心から、忠見は命を落としたという次の逸話が記される。
天徳内裏歌合において、忠見は次の歌を詠み、傑作だと自負していた。
恋すてふ 我が名はまだき 立ちにけり 人知れずこそ 思ひそめしか（『拾遺和歌集』恋一621・『小倉百人一首』41番）
対する平兼盛は次の歌を詠んだ。
忍ぶれど 色に出でにけり わが恋は ものや思ふと 人の問ふまで
いずれも名歌のため勝敗に悩んだ判者が村上天皇の様子をうかがったところ、天皇は両者の歌を口ずさみ、兼盛の歌の方がその回数が多かったことから判者は天皇の思いは兼盛の歌の方にあるとみて兼盛を勝者とした。自信作だった和歌が敗れたことから忠見は食べ物が喉を通らなくなる病となり、そのまま死んでしまったという。
なお、先行する『袋草紙』にも兼盛の歌が勝利した逸話があるものの、忠見が死亡したとの記述はない。『袋草紙』や『沙石集』には藤原長能が和歌への執心から病となって死去した逸話も取上げられており、忠見の死は長能の逸話を元にした創作であるとの説が示されている。

### 忠見の貧窮
『袋草紙』には忠見の貧窮を伝える逸話もある。
忠見は家は貧しかったものの、早くから和歌の才能を人々に知られていたので、幼少のとき内裏よりお召しがあった。乗り物がなくて参内できないと申し上げると、竹馬に乗ってでも参内せよと仰せがあったので、「竹馬は ふしかげにして いと弱し 今ゆふかげに 乗りて参らむ（=竹には節があり、竹馬はすぐ臥してしまう"ふし鹿毛"という毛色で弱いので、今日の夕日の光に乗って参上いたします）」と歌を詠んで奉った。江戸時代ごろの忠見の画像には、子供の姿で竹馬にまたがっているところを描いたものが多かったという。
また、天徳内裏歌合のために召されて都に上った際も、朱雀門の曲殿を宿とし、着るものも田舎装束の柿の小袴衣であったという。

## 官歴
- 天暦8年（954年） 5月：御厨子所定外膳部[注釈 4]
- 天徳2年（958年） 1月30日：摂津大目[注釈 4]